# Огарково (Московская область)
Огарково — деревня в Онуфриевском сельском поселении Истринского района Московской области. Население — 3 чел. (2010), зарегистрировано 1 садовое товарищество.
Находится в 35 км юго-западнее Истры, на правом берегу реки Малая Истра, высота над уровнем моря 204 м. Ближайшие населённые пункты в 2,5 км — Горнево на восток и Ульево на запад. Впервые упоминается в 1624—1626 годах, как владение некоего Игнатия Селина, входившее в Городской стан Звенигородского уезда.
В деревне расположен памятник архитектуры начала XIX — начала XX веков — усадьба «Огарково» с флигелем и парком с прудами.

## Население
| 2002 | 2006 | 2010 |
| ---- | ---- | ---- |
| 3    | →3   | →3   |